# Gloeophyllum trabeum
Gloeophyllum trabeum är en svampart som först beskrevs av Christiaan Hendrik Persoon, och fick sitt nu gällande namn av William Alphonso Murrill 1908. Gloeophyllum trabeum ingår i släktet Gloeophyllum och familjen Gloeophyllaceae.  Arten är reproducerande i Sverige. Inga underarter finns listade i Catalogue of Life.

## Källor

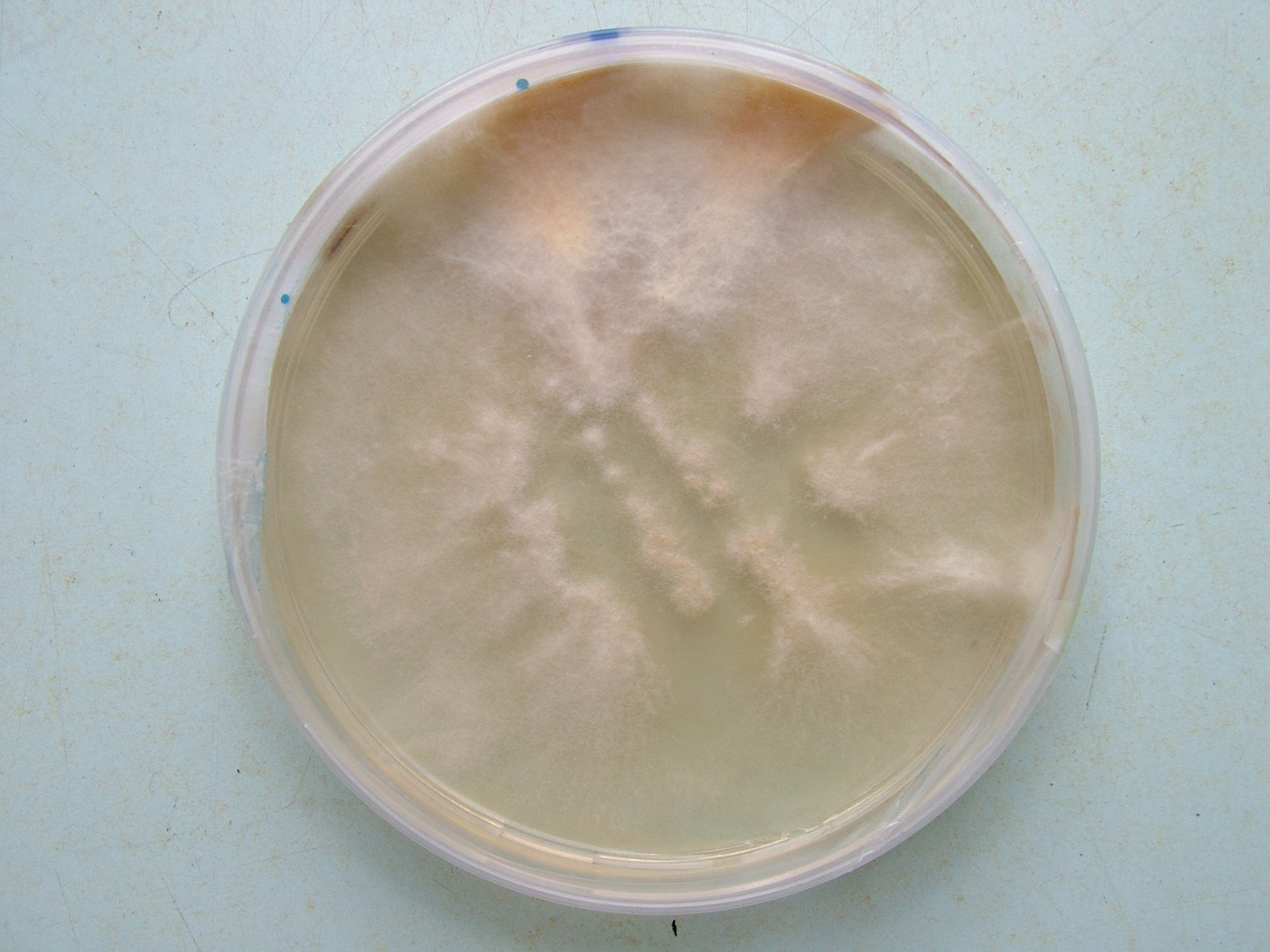
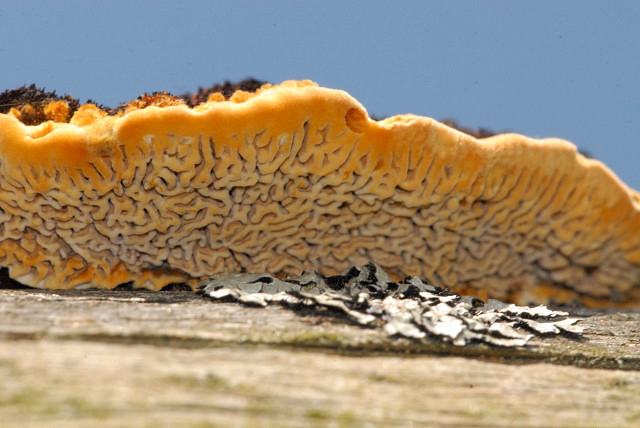